# Партизанско-четнички сукоб
Партизанско-четнички сукоб, познат и као Грађански рат у Југославији (1941–1945), био је политички и војни сукоб између Народноослободилачког покрета Југославије и Југославенске војске у отаџбини, који се догодио током Другог светског рата у Југославији. Оружани сукоб је избио на јесен 1941, током устанка у Србији, око питања власти, старешинства, јединствене (или заједничке) команде, колаборације и различите националне политике. Комунисти су били партија социјалне револуције и нису се одрицали револуционарне смене власти као крајњег циља, остварујући је у оквиру народноослободилачке борбе и југословенског покрета. Четници су за комунисте били носиоци предратне власти која жели да се настави преко политике српских буржоаских снага у земљи и иностранству, док су сами четници сматрали комунисте анационалном и антисрпском снагом која ради за рачун страног центра, у интересу светске превласти комунизма.
Четници су у комунистима гледали главне супарнике, једнако као што су комунисти у четницима видели по себи најопаснију снагу након победе над фашизмом. Због повезаности четника са Савезницима, комунисти су их доживљавали као највећу опасност, неупоредиво већу од осталих и колаборациониста који трпе ратну судбину Немаца. Према гледишту комуниста, Недић, четници и избегличка влада су били беочузи јединственог ланца „великосрпске хегемоније”.
Комунисти се се борили против династије и за остварење социјалне револуције, док су четници били „само војници и борци за краља и отаџбину”. Четничке снаге нису се мириле са социјалном револуцијом и петокраком, и обратно, комунисти са одржавањем статуса кво и кокардом. Четници су првобитно били признати као легитимна снага Краљевине Југославије, која ужива статус савезничке снаге, све док их се 1944. године краљ, влада и Савезници нису одрекли. Партизанско-четнички сукоб се у делу литературе назива „братоубилачким” или „грађанским ратом”. Сукоб на тлу Југославије није могао остати интерног карактера, јер су Британци у почетку подржавали Михаиловића, а Совјетски Савез тајно КПЈ. Карактеристика овог сукоба је у томе што се водио у условима окупације и подељене земље.

## Стање пре рата
Комунисти и официри, као језгро четничког покрета, били су непомирљиви противници још из предратног времена. Штабови и више инстанце Југословенске војске су учестало упозоравали на опасности од комунизма и неопходности његовог сузбијања, нпр:
- Извештај Главног генералштаба од 19. октобра 1939. министру војске и морнарице о појачаној активности КПЈ и предлог за образовање концентрационих логора,
- Наредба министра војске и морнарице од 25. октобра 1939. за енергично сузбијање комунистичке активности у војсци.[2]

## Априлски рат
Нападом сила Осовине предвођен Немачком и Италијом на Југославију 6. априла, земља је распарчана на шест окупационих зона. Немогућност да се држава енергичније супротстави далеко бројнијем и надмоћнијем непријатељу, те је стога била принуђена да потпише капитулацију 17. априла. Немачке снаге су ушле у Београд 12. априла, а Србија је након тога била подељена на четири окупационе зоне под контролом Немачке (Централна Србија и Банат), Мађарске (Бачка), Велике Албаније (Косово и Метохија и Рашка област) и Бугарске (Источна и Јужна Србија).

## Формирање покрета отпора
С једне стране била је легална државна војска која је добијала инструкције од владе у изгнанству, која се са нападом сила Осовине склонила у Лондон. Војска Краљевине Југославије је током рата преиначила свој назив у Југословенска војска у отаџбини, а касније је добила скраћени назив Четници, нарочито од комуниста. Југословенска војска у отаџбини која је рат отпочела као покрет отпора у почетку је своје војне операције усмерила против окупатора, али је већ у јесен 1941, ушла у колаборацију са окупационим снагама покушавајући да се, на првом месту, бори против комунистички оријентисаних партизанских јединица. С друге стране нашла се партизанска, у почетку слабо организована војска која је, уз сталну борбу против окупатора, водила и борбу за револуционарни преокрет и увођење комунизма. У почетку, партизани су се искључиво борили против окупатора, али су се касније, искључиво у Србији борили против Четничких јединица.

## Југословенска војска у отаџбини
Након слома Југославије јединице ЈВуО под контролом генерала Драгољуба Драже Михаиловића су се склониле на Равну гору. ЈВуО је од своје појаве под заставом легитимизма искључиво (тада) регуларне државне војске себи давала за право на вођење покрета отпора. Михаиловић је тада, као легитимни представник Југословенске војске и на основу ратних закона тражио одазивање војних обвезника његовим четничким јединицама. У другој половини августа 1941. је започео формирање четничких одреда, чији је задатак био нападање окупаторских база и ослобађање окупираних градова и територија. Михаиловић је у почетку устанка водио борбе у корелацији са партизанским снагама које су се заједно са четницима бориле против окупатора. Касније му је сметало што се партизанске снаге нису позивале за краља и Отаџбину, што су биле организоване на „политичкој основи“, имале своје штабове и команданте и образовале своје органе власти. Образовање нових органа власти посебно је љутило четнике који су сматрали да место старих органа власти не треба стварати нове. Четници су, као и краљевска влада у избеглиштву, страховали да се у условима окупације не јаве социјални немири, превратничке тежње, нове друштвене снаге које би могле да искористе рат за друштвену промену.

## Односи четника и партизана

### Устанак у Србији
Пуковник Михаиловић је под заставом легитимизма искључиво себи давао монопол на вођење покрета отпора. Михаиловић се прогласио легитимним представником Југословенске војске и на основу ратних закона тражио одазивање војних обвезника његовим четничким јединицама. У другој половини августа 1941. је започео формирање четничких одреда, чији је задатак био преузимање власти у моменту општег устанка, спречавање пљачке и нереда, и деловања „разорних елемената". Пуковник Михаиловић је, пре било чијег признања, сматрао да има искључиво право да силом мобилишу људе у своје јединице, док су партизани били за добровољну мобилизацију.
Михаиловићу је сметало што се партизанске снаге нису позивале на краља и Отаџбину, што су биле организоване на „политичкој основи", имале своје штабове и команданте, образовале своје органе власти. Образовање нових органа власти посебно је љутило четнике који су сматрали да место старих органа власти не треба стварати нове. Четници су, као и краљевска влада у избеглиштву, страховали да се у условима окупације не јаве социјални немири, превратничке тежње, нове друштвене снаге које би могле да искористе рат за друштвену промену.
Партизани су на капама носили црвену петокраку звезду са траком националне заставе. Четници ДМ су носили стари четнички амблем (лобања са укрштеним костима), кокарду војске Краљевине Југославије или „П. II” (иницијали краља Петра II).
Први оружани сукоб избио је у селу Планиници, крајем августа или почетком септембра 1941. године, када је пуковник Михаиловић на челу равногорске групе напао партизане Ваљевског партизанског одреда који су покушали из села да однесу прикупљено оружје за устанак. Михаиловић је напао партизане јер је наводно „чувао села од пљачке”.
Господин пуковник је преко Нешка Недића ставио комунистима до знања да нико нема право да организује ма какву војску сем нас, који смо једини овлашћени за то и који нисмо признали капитулацију. Забранио је да се нападају жандарми и Немци, или да се изводе саботаже.— Ратко Мартиновић
Ми желимо да сарађујемо са свима који хоће да се боре против окупатора. Ако бисмо ми почели кавгу са Дражом и његовим четницима, народ то не би прихватио, и то би користило само Немцима, који би тада мирно гледали како се ми између себе крвимо. Ми ћемо, макар нас то коштало, приморати све да се изјасне, да се открију ко су и шта су, а српски народ је од искона осуђивао издајнике.— Филип Кљајић Фића, крај септембра, почетак октобра 1941.
Врховни штаб НОПОЈ и представници партизана у Србији су више пута преговарали са представницима Штаба Драже Михаиловића и са њим лично, с циљем да се склопи споразум о заједничкој оружаној борби против окупатора и квислинга.
Крајем јула 1941. представник Штаба Ваљевског НОП одреда (др Драган Јовановић, лекар одреда) преговарао је са начелником Штаба Драже Михаиловића на Равној гори, пуковником Драгославом Павловићем. Половином августа 1941. представник Врховног штаба НОПОЈ Милош Минић са истим циљем састао се са Дражом Михаиловићем на Равној гори. 19. августа 1941. дошло је преговора између Штаба Краљевачког НОП одреда и четничког вође Вула Вукашиновића. У другој половини августа 1941. склопљен је споразум између партизана и четника у Топлици, нишком и лесковачком срезу.
25. августа 1941. склопљен је споразум између команданта Мачванског партизанског одреда Небојше Јерковића и команданта Церског четничког одреда Драгослава Рачића о заједничким борбама против окупатора, након чега је уследила заједничка битка за Шабац 1941.. 8. септембра 1941. вођени су преговори између представника НОП-а и представника четничке организације ДМ у Београду.
Развојем партизанског устанка, неколико четничких вођа се самоиницијативно прикључило борби против окупатора. Истовремено са приласком његових официра устанку, пуковник Михаиловић почетком септембра 1941. шаље делегацију на састанак са генералом Недићем у Београд ради договора о заједничкој борби против партизана. По одобрењу немачког генерала Турнера, генерал Недић је договорио сарадњу са пуковником Михаиловићем:
Отприлике 3 дана после ступања на дужност председника владе појавио се код њега пуковник Александар Мишић са још 2 официра по налогу Михаиловића и изјавио да би овај желео да се са председником Недићем бори против комуниста, те моли наоружање и опрему за 2000 људи, а посебно обућу. Недић је изјавио пуковнику Мишићу да му не може набавити ципеле и предложио употребу опанака. Између осталог, оставио је Михаиловићу да очисти област западно од Мораве. Овде треба нагласити да је Недић ове преговоре водио уз моје одобрење…— Извештај Харaлда Турнера од 6. новембра 1941. о покушајима Драже Михаиловића да преговорима са Недићем и Немцима ојача свој положај за борбу против комуниста
После постизања споразума са генералом Недићем, Михаиловићева делегација се вратила на Равну гору 6. септембра 1941. У међувремену на Равну гору је пошао и мајор Марко Олујевић, помоћник команданта квислиншке жандармерије. Њега су 8. септембра 1941. године, на путу за Равну гору ухватили партизани пронашавши код њега план команде жандармерије за напад на жандарма и четника партизане са линије Зворник-Крупањ-Ваљево-Мионица. После саслушања мајор Олујевић је стрељан 10. септембра.
Око 11. септембра 1941. дошло је до другог сусрета Милоша Минића са Дражом Михаиловићем поводом напада четника на партизане у селу Планиници (Мионица) којим је руководио Дража Михаиловић. 13. септембра 1941. године склопљен је споразум између партизана и четника у пожаревачком и крајинском округу.
Дана 19. септембра 1941. године, на Титову иницијативу, дошло је до сусрета команданта Врховног штаба НОПОЈ Јосипа Броза Тита и команданта Главног штаба четничких одреда Драже Михаиловића у селу Струганику (Ваљево), у кући војводе Живојина Мишића. Са Титом су били Милош Минић, Обрад Стефановић и Војислав Рафаиловић. Са Дражом Михаиловићем се налазио мајор Александар Мишић, начелник Врховне Команде, потпуковник Драгослав Павловић и Драгиша Васић. Ни после ових разговора није дошло до споразума о сарадњи јер је, према Титовим сећањима, „Дража Михаиловић упорно одбијао да започне било какву борбу против Немаца говорећи да за то још није време”. Договорено је само да се мобилизација изводи без присиле и да четници неће нападати партизане.
Крајем септембра 1941. године је одржан трећи састанак Милоша Минића са Дражом Михаиловићем поводом заједничке акције четника и Недићевих јединица против снага НОП-а на основу њиховог писменог споразума који су запленили партизани.
Дана 28. септембра 1941. Дража Михаиловић, након договора са партизанима, издаје упутство за прављење спискова људи сваке општине, „који припадају четничким одредима Југословенске војске”, које партизани не смеју „одвајати”. Он је такође прогласио да његовој војсци припадају „сва стока, сточна и мото-механизована возила”, осим ако су их власници драговољно уступили партизанима. Свако ко не извршава наређења његове команде, подлеже преком суду.
Дана 1. октобра 1941. године потписан је споразум између Главног штаба НОПО Босне и Херцеговине и Штаба босанских четничких одреда формирању заједничког оперативног штаба и заједничких органа власти на ослобођеној територији. Заједнички штаб је имао назив »Команда босанских војних и партизанских одреда«. Потписници са четничке стране су били Јездимир Дангић, Сергије Михајловић, Перо Ђукановић, а са партизанске Родољуб Чолаковић, Слободан Принцип Сељо и Светозар Вукмановић.
Дана 5. октобра 1941. дошло је до оружаног сукоба четника и партизана због Пожеге. Пре сукоба избио је спор око успостављања власти у граду. Према партизанској верзији догађаја, четници су захтевали да се власт у граду преда њима, док су партизани тражили образовање заједничке власти. Путем преговора спор није био решен и четници су оружјем узели власт.
Врховни штаб НОПОЈ је почетком октобра 1941. године предложио да се одржи састанак ради остваривања пуне сарадње између четника и партизана. Дража Михаиловић је био спречен да дође на састанак 16. октобра. 20. октобра Врховни штаб НОПОЈ је Михаиловићу упутио писмени предлог о сарадњи у 12 тачака.
Дана 22. октобра 1941. Дража Михаиловић је упутио писмо Врховном штабу НОПОЈ у ком истиче „преку потребу рашчишћавања многих неспоразума, насталих нарочито у последње време”. Он помиње „безбројне инциденте и нелојалности”, о којима свакодневно добија обавештења. У писму се осврће на опасну и тешку војну ситуацију, која "императивно налаже концентрисање наше пажње на фронт у Мачви.”
С обзиром на ово стање ствари, а увиђајући важност овог фронта, сматрам да са обе стране треба учинити све да се настале супротности ублаже, и изгладе, а даљи сукоби по сваку цену отклоне зашто сам се стално залагао…— Писмо Драже Михаиловића од 22. октобра 1941. Врховном штабу НОПОЈ о односима између четника и партизана
Дана 24. октобра 1941. у манастиру Враћевшници потписан је споразум између четничког одреда на сектору Горњи Милановац — Крагујевац и Крагујевачког партизанског одреда ради борбе против „окупатора и његових слугу: Недића, Пећанца, Љотића и других”. Пре склапања споразума, комесар Крагујевачког одреда Владимир Дедијер је преговарао са мајором Миодрагом Палошевићем а затим са капетаном Радованом Стојановићем. У споразуму стоји да се ће се испитати сви ранији неспоразуми с тим да се кривци најстроже казне, и проглашава се слобода збора и договора, с тим да "ниједна ни друга страна не сме на зборовима нападати једна другу." Досадашња мобилизација се оглашава неважећом за обе стране, и мобилизација се поново врши на заједничким зборовима. Досадашње резерве хране остају власништво и једног и другог одреда, а да се скупљена храна убудуће дели на два дела. Договорено је да се заједнички поставља власт, "с тим да се по могућству задрже досадашњи председници, ако су помагали народно-ослободилачку борбу и нису били петоколонаши и народни непријатељи".
Дана 27. октобра 1941. године дошло је до састанка у Брајићима између четника и партизана на највишем нивоу. Партизанску делегацију су чинили: Јосип Броз Тито, Митар Бакић и Сретен Жујовић. Четничку делегацију су чинили: Дража Михаиловић, Драгиша Васић, потпуковник Драгослав Павловић и капетан Милорад Митић. Разговори у Брајићима били су последњи покушај да се организује заједничка партизанско-четничка команда. Тито је поднео Михаиловићу писмене предлоге у 12 тачака, од којих четнички представници нису прихватили заједничку оружану борбу против окупатора и квислинга, заједничко снабдевање партизанских и четничких јединица, образовање народних власти на ослобођеној територији ни добровољну мобилизацију; по осталим тачкама споразум је, углавном, постигнут.
Према четничкој верзији, „дубоко скривајући своју праву намеру, вођи партизанских одреда на све могуће начине ометали су извршење овог споразума.”

### Напад четника на Ужичку републику
Све до четничког напада на Ужичку републику 1. новембра 1941, припадници ЈВуО кретали су се по слободној територији без икаквих сметњи, сем уколико су пљачкали по селима. Након избијања оружаног сукоба, четници су неретко заробљене партизане предавали Немцима (у Словцу, код Мионице, у селу Ситарице итд.).
Михаиловић је рекао да од обједињења ништа не може бити, већ само могу да се ставе партизани под његову команду.” — Радослав Ђурић
У ултиматуму команданта четничких одреда Чачак, од 6. новембра 1941, тражено је да се партизански одреди преформирају и улију у постојеће војно-четничке одреде, стану под команду Михаиловића, скину знакове који немају обележја Југословенске војске, а у војничке редове уђу са чином који су имали у војсци:
Пошто је наша држава монархија, то сваки мора да призна Њ. В. Краља и да се за њега и отаџбину бори против окупатора. Сваки ко против овога буде радио, кратким путем биће суђен.
Дана 14. новембра увече радио Лондон објавио је да је једини легални представник у Југославији пуковник Михаиловић, па да се све снаге имају ставити под његову команду. Након тога су четнички делегати отишли са писменим условима пуковника Михаиловића, који су били у вези објаве радио Лондона, да се партизани ставе под команду Михаиловића. Партизанско водство одбило је те услове и рекли су да то може бити само на бази споразума и једних и других.
Партизани су узимали оружје од појединаца, сматрајући да је оружје народно, док сам ја сматрао да је оружје власништво сваког појединца. — Драгољуб Михаиловић
Након што су партизани почели да потискују четнике ка Равној Гори, Михаиловић је наредио Ђурићу телефоном: „Одмах се вратите натраг и направите споразум ма под којим условима". Партизански делегати Александар Ранковић и Петар Стамболић поставили су следеће услове: да се образује мешовита истражна комисија од људи из редова четника и партизана, који ће повести истрагу по питањима братоубилачке борбе. Затим да се образује мешовити суд, који ће судити свим изазивачима братоубилачке борбе; и да ће се продужити преговори по свима осталим питањима док се то не сврши, а сутра у 12 сати, 21. новембра, престају непријатељства, све јединице остају где су се затекле и да се заробљеници једне и друге стране пусте без обзира на број. Кад се Ђурић вратио у штаб, сачекао га је на вратима Драгиша Васић и кад му је рекао да је споразум потписан, он је скочио и рекао: „Ви сте нас спасли". Ситуација је код четника била таква да би, вероватно, били ликвидирани и избачени са Равне Горе и свих положаја које су држали да није дошло до споразума.
Партизански командант Драгојло Дудић о овим борбама пише:
Пре неколико ноћи дошло је до борбе са око 500 четника из одреда Драже Михаиловића. Разбијени су и око 140 заробљено. Наши су ликвидирали четнике у Пожеги. У тој борби су наши партизани имали страховите жртве. Погинуо је командант батаљона друг Капелан, два командира чета и много партизана. […] Догодило се то да уместо борбе против фашистичких разбојника водимо борбу са браћом; уместо да проливамо непријатељску крв, ми се међусобно крвимо. Уместо да људи Драже Михаиловића пресрећу непријатељске камионе и отимају, они пресрећу наше камионе и отимају оно што је српски народ одвајао од својих уста и давао за народну борбу; уместо да пресрећу Немце и Немце убијају, они пресрећу наше људе и убијају из заседе.
Четнички старешина Звонко Вучковић описује међусобне борбе четника и партизана током устанка (обрачун у Овчару) на следећи начин:
У мешавини која се тако створила било је немогуће разликовати једне од других. Иста одела, исте псовке и команда. У таквој гужви је увек много жртава. Најгоре је што не знаш кога гађаш, а кад пуцњава почне, не престаје до мрака. Њихова петокрака звезда и наша тробојна кокарда, и кад су биле на шајкачама, могле су се осмотрити само из непосредне близине. Ако се сукобимо у селу онда се тек створи кркљанац. Јуримо се око кућа и штала као деца која се играју жмурке. Час ми јуримо њих а час они нас. У таквој игри гине све одреда: и ми и они, и жене и деца, и стока и кокошке, и све што је живо.

### Гушење устанка у Србији
По повлачењу главнине партизанских одреда… спустио се у рејон Љубића и нашао Раковића са одредом од 100 људи. Кад сам ушао у авлију видео сам око 70 сељака. Питао сам: „Шта је то". Саопштио ми је да су то партизани. Ја сам га питао да ли зна да је споразум са партизанима потписан 27. новембра, на шта ми је он одговорио да зна, али да има нова наредба оптуженог Михаиловића да се остаци партизана прогоне и да се разоружавају на територији Србије.« — Радослав Ђурић
Након слома устанка у Србији, Михаиловић је од стране избегличке владе почетком 1942. проглашен министром војске, док је ЈВуО прихваћена као регуларна оружана формација Краљевине Југославије. На основу овога, Михаиловић је позивао на „извршење војне обавезе”, односно на приступање његовим јединицама под претњом војних закона у случају рата.
ЦК КПЈ јавља ЦК КП Словеније почетком 1942. године:
Недић - четници - Дража Михаиловић - лондонска влада - то је непрекинути ланац великосрпске хегемонистичке реакције и за успостављање великосрпске хегемонистичке реакције и за успостављање великосрпске хегемоније у најтерористичкијем смислу.

## Грађански рат
Партизанске тврдње су да је први међусобни оружани сукоб четника и партизана избио у Сувоборском селу Планиници, крајем августа 1941. године, када је пуковник Михаиловић лично повео напад на партизане Славковачке чете Ваљевског партизанског одреда који су покушали из села да однесу прикупљено оружје за устанак. Михаиловић је напао партизане јер је наводно „чувао села од пљачке“. Међутим, прави сукоб већих размера отпочео је 1. новембра 1941. четничким нападом на Ужице, које је било под контролом партизана и центар ослобођене територије познате као Ужичка република.